# Cirrhorheuma
Cirrhorheuma is een geslacht van vlinders van de familie spanners (Geometridae), uit de onderfamilie Larentiinae.

## Soorten
- C. androconiata Prout, 1923
- C. pallidimargo Warren, 1905
- C. trossula Dognin, 1901